# Uzdowo
Uzdowo (dawniej niem. Usdau) – wieś w Polsce położona w województwie warmińsko-mazurskim, w powiecie działdowskim, w gminie Działdowo. W miejscowości tej znajduje się siedziba klubu sportowego UKS Uzdowo.

## Historia
Wieś założono około roku 1321. Z tego okresu pochodzi również kościół gotycki, kamienno-ceglany. W wieży kościoła znajduje się zabytkowy dzwon odlany w Gdańsku w 1707 roku przez ludwisarza Absalama Witterwecka.
W Uzdowie stał do niedawna dom, w którym (według legendy) miał nocować Napoleon Bonaparte podczas kampanii w Prusach. W 1914 roku podczas I wojny światowej koło miejscowości doszło do starcia pruskiego I Korpusu generała Hermanna von François z rosyjskim I Korpusem generała Leonida Artamonowa  podczas Bitwy pod Tannebergiem. W 1921 roku stacjonowała tu placówka 13 batalionu celnego.
W okresie międzywojennym miejscowość była siedzibą Komisariatu Straży Celnej „Uzdowo” oraz ulokowana była tu placówka Straży Celnej „Uzdowo”, następnie stacjonowała w Uzdowie placówka Straży Granicznej I linii „Uzdowo”.
12 lipca 1931 roku w Uzdowie odsłonięto pomnik zwycięstwa pod Grunwaldem. Wieś leżała wtedy przy granicy z Prusami, 20 km od miejsca bitwy. Pomnik został zniszczony przez hitlerowców we wrześniu 1939 roku. Na początku XXI wieku odbudowany z inicjatywy mieszkańców.
W Uzdowie znajduje się Szkoła Podstawowa im. Adama Mickiewicza.
W latach 1973–1976 miejscowość była siedzibą gminy Uzdowo. W latach 1975–1998 miejscowość administracyjnie należała do województwa ciechanowskiego.
W centrum wsi znajdują się pozostałości pierwszego na Mazurach pomnika grunwaldzkiego wzniesionego w 1931 r. W roku 1939 w pierwszych dniach II wojny światowej monument został wysadzony przez Niemców. W roku 2006, dzięki inicjatywie i staraniom mieszkańców, dokonano uroczystego odsłonięcia kopii pomnika, obok którego leżą pozostałości przedwojennej budowli. 
Według miejscowej legendy w karczmie, która stała nieopodal pomnika,  miał w roku 1806 nocować sam cesarz Napoleon.

## Komunikacja
Przez Uzdowo przechodziła nieistniejąca już linia kolejowa z Turzy Wielkiej do Samborowa oddana do użytku w 1909 roku.
We wsi krzyżują się drogi wojewódzkie nr 538 i 542.